# 1949年匈牙利憲法
1949年匈牙利宪法于1949年8月20日通过[a]并于1989年10月2日进行了修訂，當時憲法中有關共产主义和社會主義的內容被刪去。[b]该憲法是匈牙利第一部成文宪法，並且在东欧剧变后繼續沿用，匈牙利也成為東歐劇變後唯一沿用舊憲法的前東方集團國家。2011年，匈牙利基本法生效，同時1949年匈牙利憲法失效。